# Kamelbuckel (Antarktika)
Der Kamelbuckel ist ein Berg im Gebirgskamm Vinten-Johansenegga im ostantarktischen Königin-Maud-Land.
Der Berg ragt 1,7 Kilometer nördlich der Himmelsleiter aus einem schmalen Grat des zum Kurzegebirge in der Orvinfjella gehörigen Kammes auf und erinnert mit seinen drei runden Gipfeln an einen Kamelrücken.
Die österreichischen Bergsteiger Christoph Höbenreich, K. Pichler und P. Koller bestiegen den Berg am 19. November 2009 im Rahmen ihrer privat organisierten „1st Austrian Queen Maud Land Expedition 2009“.
Höbenreich schlug den Namen am 26. Februar 2010 dem Ständigen Ausschuss für geographische Namen (StAGN) der deutschsprachigen Staaten vor; dieser billigte den Vorschlag am 28. April 2010, worauf er am 1. Juni 2012 vom deutschen Landesausschuss für das Scientific Committee on Antarctic Research (SCAR) und für das International Arctic Science Committee (ISAC) genehmigt und ans SCAR gemeldet wurde (Österreich ist erst seit 2016 assoziiertes Mitglied des SCAR).